# Live in Orange County (I Am Ghost)
Live in Orange County è un album dal vivo degli I Am Ghost, pubblicato nel febbraio 2010 (per l'Europa non è disponibile in reti di vendita tradizionali, ma solo su iTunes).

## Tracce
1. We Dance With Monsters (Intro)
2. Don't Wake Up
3. Our Friend Lazarus Sleeps
4. Bone Garden
5. Remember This Face, Baby
6. Killer Likes Candy
7. Smile Of A Jesus Freak
8. Saddest Story Never Told
9. We Are Always Searching
10. Those We Leave Behind
11. So, I Guess This is Goodbye
12. Dark Carnival Of The Immaculate
13. Eulogies And Epitaphs
14. Pretty People Never Lie/Vampires Never Really Die
15. This Is Home (Remix)